# PCD Album Promotional Tour
PCD Album Promotional Tour to pierwsza trasa koncertowa amerykańskiej grupy The Pussycat Dolls promująca pierwszy studyjny album PCD. Grupa wystąpiła na takich kontynentach jak Europa i Azja, a także Ameryka Północna (trasa z Christiną Aguilerą i The Black Eyed Peas).

## Lista utworów
1. Buttons
2. Beep
3. I Don’t Need a Man
4. Don't Cha Groove / Pink Panther
5. Fever (Melody Thornton i Carmit Bachar)
6. Feeling Good (Nicole Scherzinger solo [acapella])
7. Stickwitu
8. How Many Times, How Many Lies (Nicole solo)
9. Tainted Love
10. Hot Stuff (I Want You Back)
11. Bite The Dust
12. Show Me What You Got (Dance Interlude)
13. Wait a Minute
14. Sway
15. Whole Lotta Love
16. Don't Cha

## Miejsca koncertów
| Data                                                         | Miasto          | Państwo           | Miejsce                                   |
| ------------------------------------------------------------ | --------------- | ----------------- | ----------------------------------------- |
| Azja                                                         |                 |                   |                                           |
| 26 lipca 2006                                                | Kuala Lumpur    | Malezja           | Surf Beach                                |
| 28 lipca 2006                                                | Manila          | Filipiny          | Araneta Coliseum                          |
| Europa                                                       |                 |                   |                                           |
| 12 listopada 2006                                            | Monachium       | Niemcy            | Zenith die Kulturhalle                    |
| 13 listopada 2006                                            | Frankfurt       | Niemcy            | Jahrhunderthalle                          |
| 14 listopada 2006                                            | Paryż           | Francja           | Le Zénith                                 |
| 16 listopada 2006                                            | Zurych          | Szwajcaria        | Hallenstadion                             |
| 17 listopada 2006                                            | Stambuł         | Turcja            | Dünya Ticaret Merkezi CNR                 |
| 18 listopada 2006                                            | Böblingen       | Niemcy            | Sporthalle                                |
| 19 listopada 2006                                            | Kolonia         | Niemcy            | Palladium                                 |
| 24 listopada 2006                                            | Dublin          | Irlandia          | The Point                                 |
| 26 listopada 2006                                            | Glasgow         | Szkocja           | Scottish Exhibition and Conference Centre |
| 28 listopada 2006                                            | Manchester      | Wielka Brytania   | Manchester Evening News Arena             |
| 29 listopada 2006                                            | Bruksela        | Belgia            | Forest National                           |
| 30 listopada 2006                                            | Birmingham      | Wielka Brytania   | National Exhibition Centre                |
| 1 grudnia 2006                                               | Londyn          | Wielka Brytania   | Wembley Arena                             |
| 21 grudnia 2006                                              | Ischgl          | Austria           | Silvretta Arena                           |
| 27 stycznia 2007                                             | Cardiff         | Walia             | Cardiff International Arena               |
| 28 stycznia 2007                                             | Londyn          | Wielka Brytania   | Wembley Arena                             |
| 29 stycznia 2007                                             | Nottingham      | Wielka Brytania   | Wembley Arena                             |
| 31 stycznia 2007                                             | Belfast         | Irlandia          | Odyssey Arena                             |
| 2 lutego 2007                                                | Dublin          | Irlandia          | Odyssey Arena                             |
| 4 lutego 2007                                                | Manchester      | Wielka Brytania   | Manchester Evening News Arena             |
| 5 lutego 2007                                                | Sheffield       | Wielka Brytania   | Sheffield Arena                           |
| 6 lutego 2007                                                | Newcastle       | Wielka Brytania   | Metro Radio Arena                         |
| Support podczas trasy Christiny Aguilery Back to Basics Tour |                 |                   |                                           |
| 20 lutego 2007                                               | Houston         | Stany Zjednoczone | Toyota Center                             |
| 21 lutego 2007                                               | Dallas          | Stany Zjednoczone | American Airlines Center                  |
| 23 lutego 2007                                               | Omaha           | Stany Zjednoczone | Qwest Center Omaha                        |
| 24 lutego 2007                                               | Kansas          | Stany Zjednoczone | Kemper Arena                              |
| 24 lutego 2007                                               | Denver          | Stany Zjednoczone | Pepsi Center                              |
| 28 lutego 2007                                               | Phoenix         | Stany Zjednoczone | Jobing.com Arena                          |
| 2 marca 2007                                                 | San Diego       | Stany Zjednoczone | iPayOne Center                            |
| 3 marca 2007                                                 | Las Vegas       | Stany Zjednoczone | Mandalay Bay Events Center                |
| 5 marca 2007                                                 | Anaheim         | Stany Zjednoczone | Honda Center                              |
| 6 marca 2007                                                 | Los Angeles     | Stany Zjednoczone | Staples Center                            |
| 9 marca 2007                                                 | Oakland         | Stany Zjednoczone | Oracle Arena                              |
| 10 marca 2007                                                | San Jose        | Stany Zjednoczone | HP Pavilion                               |
| 12 marca 2007                                                | Vancouver       | Kanada            | GM Place                                  |
| 14 marca 2007                                                | Edmonton        | Kanada            | Rexall Place                              |
| 15 marca 2007                                                | Calgary         | Kanada            | Pengrowth Saddledome                      |
| 17 marca 2007                                                | Winnipeg        | Kanada            | MTS Centre                                |
| 19 marca 2007                                                | Saint Paul      | Stany Zjednoczone | Xcel Energy Center                        |
| 23 marca 2007                                                | Nowy Jork       | Stany Zjednoczone | Madison Square Garden                     |
| 25 marca 2007                                                | Toronto         | Kanada            | Air Canada Centre                         |
| 26 marca 2007                                                | Ottawa          | Kanada            | Scotiabank Place                          |
| 28 marca 2007                                                | Montreal        | Kanada            | Bell Centre                               |
| 30 marca 2007                                                | Boston          | Stany Zjednoczone | TD Banknorth Garden                       |
| 31 marca 2007                                                | Atlantic City   | Stany Zjednoczone | Boardwalk Hall                            |
| 2 kwietnia 2007                                              | Waszyngton      | Stany Zjednoczone | Verizon Center                            |
| 3 kwietnia 2007                                              | Filadelfia      | Stany Zjednoczone | Wachovia Center                           |
| 5 kwietnia 2007                                              | East Rutherford | Stany Zjednoczone | Continental Airlines Arena                |
| 7 kwietnia 2007                                              | Uniondale       | Stany Zjednoczone | Nassau Veterans Memorial Coliseum         |
| 9 kwietnia 2007                                              | Auburn Hills    | Stany Zjednoczone | Palace of Auburn Hills                    |
| 11 kwietnia 2007                                             | Columbus        | Stany Zjednoczone | Nationwide Arena                          |
| 13 kwietnia 2007                                             | Cleveland       | Stany Zjednoczone | Wolstein Center                           |
| 14 kwietnia 2007                                             | Pittsburgh      | Stany Zjednoczone | Mellon Arena                              |
| 20 kwietnia 2007                                             | Milwaukee       | Stany Zjednoczone | Bradley Center                            |
| 21 kwietnia 2007                                             | Rosemont        | Stany Zjednoczone | Allstate Arena                            |
| 23 kwietnia 2007                                             | Toronto         | Kanada            | Air Canada Centre                         |
| 25 kwietnia 2007                                             | Providence      | Stany Zjednoczone | Dunkin’ Donuts Center                     |
| 27 kwietnia 2007                                             | Hartford        | Stany Zjednoczone | Hartford Civic Center                     |
| 28 kwietnia 2007                                             | Baltimore       | Stany Zjednoczone | 1st Mariner Arena                         |
| 1 maja 2007                                                  | Raleigh         | Stany Zjednoczone | RBC Center                                |
| 2 maja 2007                                                  | Duluth          | Stany Zjednoczone | Arena at Gwinnett Center                  |
| 4 maja 2007                                                  | Tampa           | Stany Zjednoczone | St. Pete Times Forum                      |
| 5 maja 2007                                                  | Fort Lauderdale | Stany Zjednoczone | BankAtlantic Center                       |
| 21 maja 2007                                                 | San Diego       | Stany Zjednoczone | San Diego Civic Theatre                   |